# Sphaerotrochalus politulus
Sphaerotrochalus politulus är en skalbaggsart som beskrevs av Hermann Julius Kolbe 1914. Sphaerotrochalus politulus ingår i släktet Sphaerotrochalus och familjen Melolonthidae. Inga underarter finns listade i Catalogue of Life.